# Schwarzbrauen-Mückenfresser
Der Schwarzbrauen-Mückenfresser (Pittasoma rufopileatum), alternativ auch als Rostscheitel-Mückenfresser bezeichnet, ist eine Vogelart aus der Familie der Mückenfresser (Conopophagidae). Er bewohnt tropische Wälder im Nordwesten Südamerikas, wo er Jagd auf kleine Insekten und Spinnen macht. Das Fortbestehen der wenig erforschten Art gilt auf Grund von Lebensraumzerstörung als „potenziell gefährdet“.

## Merkmale

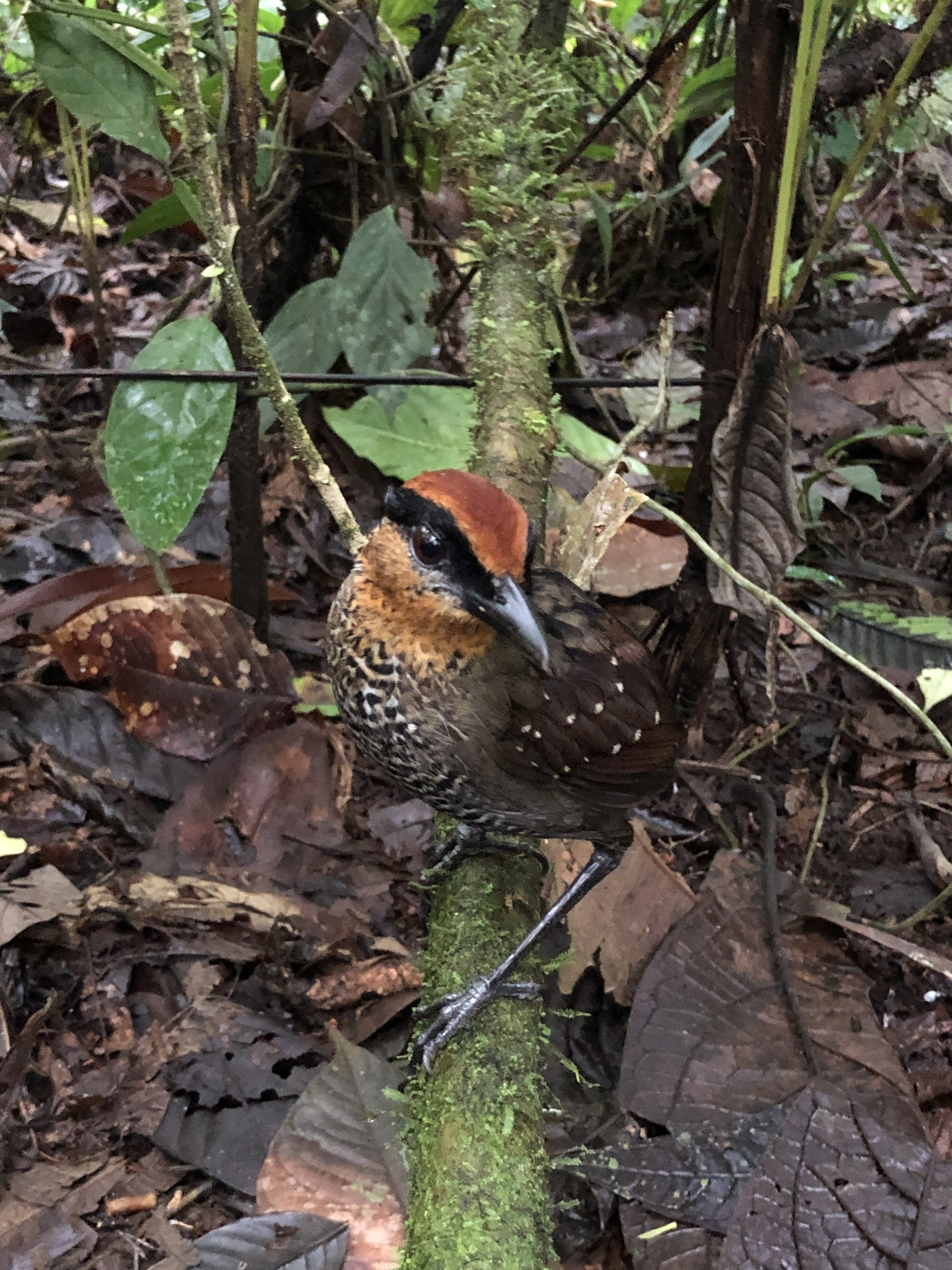
Männlicher Schwarzbrauen-Mückenfresser

Schwarzbrauen-Mückenfresser erreichen ausgewachsen Größen zwischen 16 und 18 cm, das Gewicht liegt bei 96 bis 97 g. Ihr Körperbau erinnert mit langen, dünnen Beinen, einer aufrechten Haltung und kurzen Schwänzen und Flügeln eher an einen Ameisenpitta, zu denen sie in der Vergangenheit auch lange gezählt wurden. Der schwarze Schnabel ist gerade und kräftig gebaut, die obere Mandibel endet in einem kleinen, abwärtsgerichteten Haken, der das Halten der Beute erleichtert. Hinsichtlich der Gefiederfärbung liegt bei der Art ein leichter, aber erkennbarer Sexualdimorphismus vor. Darüber hinaus existieren recht ausgeprägte individuelle Unterschiede, auch zwischen Angehörigen derselben Unterart. Bei männlichen Vögeln zeigt sich an Rücken, Bürzel und Schulterfedern eine olivbraune Grundfärbung, die von einer schwarzen Musterung durchzogen ist, was dem Bereich ein breit gestreiftes oder geschupptes Aussehen verleiht. Die Flügel sind beiderseits etwas dunkler braun gefärbt als der Rücken, an den Arm- und Handdecken sowie den Schirmfedern findet sich jeweils ein kleiner, weißer bis gelbbrauner Fleck. Die sehr kurzen Steuerfedern sind ähnlich gefärbt wie die Flügel, besitzen jedoch keine Markierungen. Haube und Stirn sind in einem leuchtenden Rotbraun gefärbt, der untere Gesichtsbereich und die Seiten des Halses sind eher cremefarben bis hellbraun und wirken leicht verwaschen. Getrennt werden diese beiden Bereiche durch einen breiten Streifen in kräftigem Schwarz, der sich von den Zügeln über die Augen bis in den Nacken erstreckt. An der Vorderseite ist das Gefieder von einheitlich weißer Grundfarbe, die von einer breiten, schwarzen Sperberung unterbrochen wird. Zu den Seiten und besonders an der Kehle und den Unterschwanzfedern geht das Weiß oftmals langsam in Cremetöne über. Die unbefiederten Beine und Füße sind grau gefärbt, wobei gelegentlich leicht bläuliche Akzente zu sehen sind. Die Iris des Auges ist schokoladen- bis rotbraun gefärbt. Weibliche Exemplare können recht einfach anhand des weniger kräftig schwarzen und von weißen Tupfern durchzogenen Überaugenstreifs von ihren männlichen Artgenossen unterschieden werden. Die bräunlichen Bereiche des Kopfes sind ebenfalls weniger auffällig gefärbt, besonders die Ohrdecken und Halsseiten gehen eher ins Rötliche. An der Vorderseite ist die dunkle Musterung weniger kräftig und nicht so klar ausgeprägt wie bei den Männchen. Außerdem geht die Grundfärbung des Gefieders in diesem Bereich tendenziell stärker ins cremefarbene. Die Flecken an den Deckfedern des Flügels sind kleiner und dunkler und damit insgesamt weniger auffällig als beim Männchen.

## Habitat und Verhalten
Der Schwarzbrauen-Mückenfresser bewohnt das Unterholz feuchter, tropischer Wälder im Tiefland sowie in Gebirgsausläufern bis auf Höhen von circa 1100 m. Die Vögel gelten als schüchtern und zurückhaltend, entsprechend schlecht dokumentiert sind viele Aspekte ihrer Lebensweise. In der Regel halten sie sich direkt am Erdboden oder in unmittelbarer Nähe dazu auf, wobei sie sich selten mehr als einen halben Meter vom Boden entfernen. Die Fortbewegung erfolgt rennend oder mit bis zu 40 cm weiten Sprüngen. Obwohl sie grundsätzlich flugfähig sind, legen sie jedoch fast nie oder nur sehr selten weitere Strecken fliegend zurück. Außerhalb der Brutzeit leben Schwarzbrauen-Mückenfresser weitestgehend solitär, über ein etwaiges Territorialverhalten ist jedoch nichts bekannt. Zumindest gelegentlich zeigen sie sich jedoch gegenüber kleineren Vögeln aggressiv und vertreiben diese aus der Nähe ergiebiger Nahrungsquellen. Wie genau sich die Ernährung zusammensetzt ist bislang noch unerforscht, lediglich der Mageninhalt eines einzelnen Weibchens aus Cauca in Kolumbien wurde bislang untersucht. Dieser enthielt die Überreste nicht näher bestimmter Insekten und Spinnen. Darüber hinaus wurden einige Exemplare dabei gesichtet, wie sie Schwärmen von Treiberameisen auf deren Raubzügen folgen, um von den Ameisen aufgescheuchte Insekten zu erbeuten. Ob dieses Verhalten regelmäßig auftritt oder eher opportunistisch auftritt, ist allerdings nicht abschließend geklärt. In einem Einzelfall konnte ein männlicher Schwarzbrauen-Mückenfresser an Nahrung aus einer menschengemachten Futterstation, die eigentlich für Ameisenpittas der Gattung Grallaria gedacht ist, gewöhnt werden. Dort nahm das Tier bevorzugt Grillen und Grashüpfer als Nahrung an und konnte gelegentlich in der näheren Umgebung bei der Jagd auf Regenwürmer beobachtet werden. Alle Aspekte der Brutbiologie der Art sind unbekannt, von Eiern, Nestern oder Jungvögeln existieren noch keine Beschreibungen. Der Gesang der Art wird als durchdringendes, nur etwa 0,4 bis 0,8 Sekunden andauerndes Pfeifen beschrieben, das in etwa wie keeee-yurh klingen soll und zum Ende hin erkennbar abfällt. Dieser Laut wird jeweils mehrere Minuten lang im Abstand von 1,3 bis 1,6 Sekunden wiederholt. Die Vögel singen dabei in einem Frequenzbereich zwischen 2,2 und 2,4 kHz. Darüber hinaus ist ein von beiden Geschlechtern genutzter Alarmruf bekannt, bei dem es sich um ein zum Ende hin abfallendes Schnattern aus 9 bis 28 einzelnen Tönen handelt, die alle innerhalb von 1 bis 3 Sekunden vorgetragen werden. Des Weiteren ist von der Art ein lautes, scharfes tche-tchik! dokumentiert, dessen genaue Funktion bislang noch unklar ist.

## Verbreitung und Gefährdung

Verbreitungsgebiet des Schwarzbrauen-Mückenfressers

Der Schwarzbrauen-Mückenfresser ist ein endemischer Bewohner der Region Chocó im Nordwesten Südamerikas. Das bekannte Verbreitungsgebiet erstreckt sich entlang der Pazifikküste Kolumbiens und Ecuadors, im Osten bilden die Anden eine natürliche Grenze. Genauer handelt es sich um zwei räumlich voneinander isolierte Gebiete, von denen das weiter nördlich gelegene in etwa den Westen des kolumbianischen Departamento del Chocó umfasst. Das südlichere Gebiet reicht grob von Zentral-Cauca bis hinab in die ecuadorianischen Provinzen Pichincha und Esmeraldas im Nordwesten des Landes. Die IUCN stuft den Schwarzbrauen-Mückenfresser mit Stand 2016 als „potenziell gefährdet“ (Status near threatened) ein. Eine genaue Schätzung der Populationszahlen liegt der Organisation nicht vor, die Bestände sind jedoch erkennbar abnehmend. Als Hauptgrund für diesen Rückgang gilt die Zerstörung seines Lebensraums durch die Abholzung der Wälder in der Region. Die unregulierte Besiedelung der Region und die Vergabe großflächiger Einschlaglizenzen hatten bereits das Verschwinden von etwa 40 % der ursprünglichen Wälder des Chocós zur Folge. Dabei ist die von der Art bewohnte Höhenstufe die am schwersten betroffene.

## Systematik
Die Erstbeschreibung des Schwarzbrauen-Mückenfressers stammt aus dem Jahr 1901 und geht auf den deutschen Ornithologen Ernst Hartert zurück. Der Holotyp stammt aus der ecuadorianischen Provinz Esmeraldas. Als wissenschaftlichen Namen der neuen Art vergab Hartert das Binomen Pittasoma rufopileatum, wobei sich das Artepitheton von den lateinischen Begriffen rufus für „rotbraun“ und pileus für „Haube“ herleitet. Gemeinsam mit dem vor allem in Mittelamerika beheimateten Schwarzscheitel-Mückenfresser (P. michleri), bildet der Schwarzbrauen-Mückenfresser die Gattung Pittasoma. Diese wurde gemäß traditioneller Systematik zu den Ameisenpittas und damit zur Familie Formicariidae gestellt. Moderne phylogenetische Untersuchungen anhand von mitochondrialer DNA führten jedoch zu einer Aufspaltung dieser Familie. Für die beiden Pittasoma-Arten ergab sich eine enge verwandtschaftliche Beziehung zu den Mückenfressern der Gattung Conopophaga, mit denen sie mittlerweile die Familie Conopophagidae bilden. Innerhalb der Art werden in der Regel drei Unterarten als gültig angesehen, die alle ursprünglich als eigenständige Arten der Gattung Pittasoma beschrieben worden waren.:
- P. r. rufopileatum Hartert 1901 – Die Nominatform bewohnt den Nordwesten Ecuadors in den Provinzen Pichincha und Esmeraldas.[2]
- P. r. rosenbergi Hellmayr, 1911 – Kolumbianisches Departamento del Chocó. Erkennbar kleiner als die Nominatform, beide Geschlechter sind allgemein etwas schlichter gefärbt, jedoch mit kräftigerem Rotbraun an Wangen und Kehle. Besonders auffällig ist das Fehlen der Musterung im Brust- und Bauchbereich.[2]
- P. r. harterti Chapman, 1917 – Westliches Departamento de Nariño und Departamento del Cauca in Südkolumbien. Diese Unterart stellt scheinbar eine Zwischenform zwischen den beiden anderen Formen dar und wird von einigen Autoren auf Grund fehlender natürlicher Barrieren zwischen den Verbreitungsgebieten und der generell vorhandenen, starken individuellen Abweichungen bei der Gefiederfärbung als synonym mit P. r. rufopileatum betrachtet. Die dunkle Musterung an der Vorderseite findet sich nur bei den Männchen, kann jedoch auch bei diesen zu einem wenig ausgeprägten Fleckenmuster reduziert sein.[2]